# Adlan Alijewitsch Abduraschidow
Adlan Alijewitsch Abduraschidow (russisch Адлан Алиевич Абдурашидов; tschetschenisch Ӏадлан Абдурашидов, Jadlan Abduraşidov; englisch Adlan Abdurashidov; * 31. Juli 1990 in Grosny, Tschetscheno-Inguschische ASSR, Russische SFSR, Sowjetunion) ist ein russischer Boxer tschetschenischer Nationalität.

## Karriere
2009 nahm Abduraschidow im Halbweltergewicht (bis 64 kg) erstmals an den russischen Meisterschaften der Männer teil, schied jedoch im Viertelfinale aus. Im selben Jahr gewann er die Goldmedaille bei den Studenteneuropameisterschaften. Er schlug dabei im Halbfinale Denys Berintschyk, Ukraine (5:1), und im Finale Onur Şipal, Türkei (6:3).
Bei den russischen Meisterschaften 2010 schied Abduraschidow bereits im Achtelfinale aus. 2012 startete er dann im Leichtgewicht (bis 60 kg) und erreichte prompt das Finale der russischen Meisterschaften. In diesem stand er Dmitriy Polyanskiy gegenüber, dem er sich knapp mit 16:13 Punkten geschlagen geben musste.
Bei der Sommer-Universiade 2013 in Kasan gewann Abduraschidow die Goldmedaille. Im Finale schlug er den Usbeken Fazliddin Gʻoibnazarov mit 2:1 Punktrichterstimmen. 2014 erreichte Abduraschidow wiederum das Finale der russischen Meisterschaften und unterlag abermals Polyanskiy.
Im Jahr 2015 startete Abduraschidow sowohl bei den Europameisterschaften als auch bei den Weltmeisterschaften für Russland, schied jedoch beide Male bereits frühzeitig aus. Bei den Europameisterschaften unterlag er dem Georgier Otar Eranosyan (3:0) und bei den Weltmeisterschaften dem Brasilianer Robson Conceição (3:0).

### World Series of Boxing
Abduraschidow kämpfte seit 2010 für das russische Team in der World Series of Boxing. Er bestritt bis zum Ende der Saison 2015 insgesamt 20 Kämpfe, von denen er 12 gewann, u. a. gegen Xurshid Tojiboyev, Pawlo Ischtschenko und Domenico Valentino. In der Saison 2012 erreichte Abduraschidow das Einzelfinale der World Series of Boxing, unterlag in diesem aber dem Mexikaner Juan Pablo Romero.
In der Saison 2015 gewann Abduraschidow fünf von sechs Kämpfen und belegte damit am Ende der Saison den dritten Platz. Damit qualifizierte er sich für die Olympischen Spiele 2016.